# Берг (Пфальц)

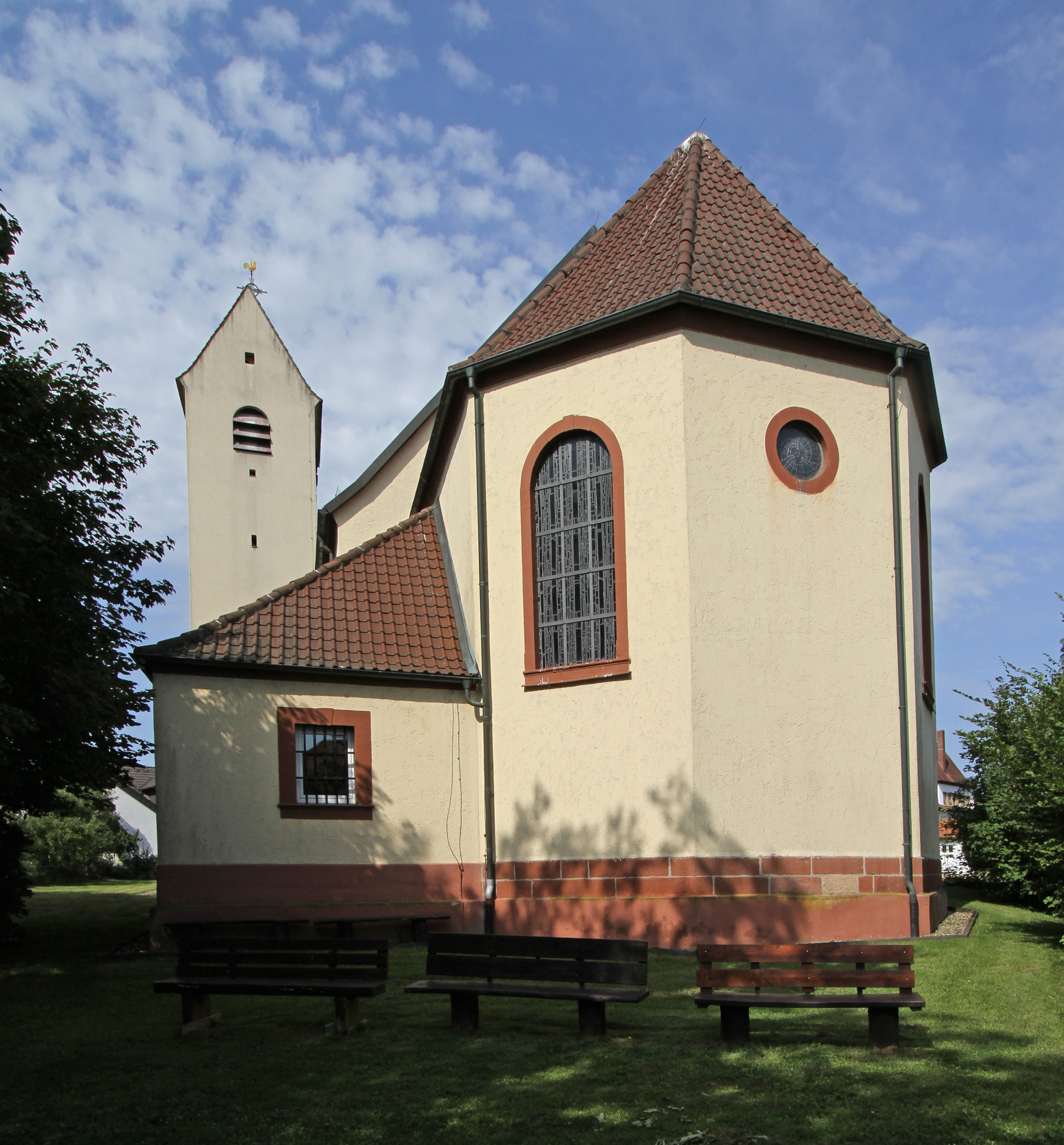

Берг (нем. Berg) — коммуна в Германии, в земле Рейнланд-Пфальц.
Входит в состав района Гермерсхайм. Подчиняется управлению Хагенбах. Население составляет 2078 человек (на 31 декабря 2010 года). Занимает площадь 6,76 км².